# Gonomyia lyra
Gonomyia lyra là một loài ruồi trong họ Limoniidae. Chúng phân bố ở miền Australasia.